# Columbella strombiformis
Espèce
Columbella strombiformis est une espèce de mollusque gastéropode appartenant à la famille des Columbellidae.
- Répartition : du golfe de Californie jusqu'au Pérou.
- Longueur : 3 cm.

## Source
- Arianna Fulvo et Roberto Nistri (2005). 350 coquillages du monde entier. Delachaux et Niestlé (Paris) : 256 p.  (ISBN 2-603-01374-2)